# Derbyshire
Pour les articles homonymes, voir Derbyshire (homonymie).
Le Derbyshire /dɑːbɪʃə(ɹ)/ est un comté rattaché à la région des Midlands de l'Est, en Angleterre. Réputé pour ses paysages attrayants, il comprend la plus grande partie du parc national de Peak District, la chaîne des Pennines dans sa partie nord et une partie de la forêt nationale. Alors que 13 villes dépassent les 10 000 habitants, il existe une grande quantité de terres agricoles peu peuplées : 75 % de la population habite 25 % du territoire. Bien que le Derbyshire soit rattaché au Midlands de l'Est, certaines zones, comme le district de High Peak, sont dans l'aire d'influence de Manchester et Sheffield, en Angleterre du Nord.
Le gouvernement local est organisé à deux niveaux : le County Council basé à Matlock et huit District Councils. Avant 1998, le comté administratif incluait la ville de Derby. Derby est maintenant une autorité unitaire, bien que la ville garde son statut de capitale à titre cérémonial.

## Géographie
| Grand Manchester | Yorkshire de l'Ouest | Yorkshire du Sud |
| Cheshire         | Derbyshire           | Nottinghamshire  |
| Staffordshire    | Leicestershire       |                  |

## Histoire
Ce qui est aujourd'hui le Derbyshire fut occupée probablement brièvement il y a 200 000 ans, durant la période interglaciaire d'Aveley. Des fouilles exhumèrent des preuves, comme une hache acheuléenne trouvée près d'Hopton, qui démontrèrent l'existence d'une vie dans cette zone pendant le Paléolithique moyen. 
Une occupation plus tardive viendra avec le Paléolithique supérieur et le Néolithique, quand des chasseurs-cueilleurs du Mésolithique traversèrent la toundra. Des preuves confirmant l'existence de ces tribus nomades furent trouvées dans des grottes calciques, situées à la frontière de Nottingamshire. Ces dépôts datent cette occupation de 12 000 à 7 000 ans avant notre ére. 

Le monument henge à Arbor Low.

Des tumulus d'habitants du Néolithique sont également disséminés à travers le comté. Ces tombes à chambre furent utilisées pour des enterrements collectifs et sont surtout situés au centre de la région. À Minninglow et Five Wells, deux collines comportant de nombreuses tombes, se trouvent des sépultures vieilles de 2000 à 2500 ans avant notre ère. À environ 3 kilomètres de Youlgreave se trouve le monument henge d'Arbor Low qui date de 2500 ans également. 
Il faudra attendre l'âge bronze pour commencer à trouver des traces d'agriculture et de colonies stables. Dans les landes du district de Peak, après des fouilles archéologiques, furent trouvées des traces de terres arables et de fondations d'abris. Néanmoins, il n'y a que cette découverte et une autre à Swarkestone qui furent exhumées. 
Pendant l'invasion romaine, les envahisseurs furent attirés dans le comté par les minerais de plomb se trouvant dans les sommets calciques du Derbyshire. Ils s'installèrent en édifiant des forts près de Brough, dans la Hope Valley et près de Glossop. Ils s'installèrent ensuite autour de Buxton, alors renommé pour ses printemps cléments, et bâtirent un fort près de la ville actuelle de Derby, fort qui est maintenant devenu Little Chester. 
Plusieurs rois de Mercie sont enterrés dans la région de Repton. 
Après la conquête normande de l'Angleterre, la quasi-totalité du comté est sujette à la loi dite forêt royale. Au nord-est, la forêt de High-Peak était sous la tutelle de William Peverel et de ses descendants. Le reste du comté fut décerné à Henry de Ferrers, une région qui deviendra la Duffield Frith. Avec le temps, toute la zone fut octroyée au Duché de Lancastre. Pendant ce temps, la forêt de Derbyshire-est couvrit toute la partie est du comté, à partir de la rivière Derwent, du règne de Henri II à celui d'Edouard Ier.

## Subdivisions
Le Derbyshire est subdivisé en huit districts et une autorité unitaire :

Carte des subdivisions du Derbyshire.

| No | Nom                   | Chef-lieu    | Superficie (km2) | Population (est. 2011) |
| -- | --------------------- | ------------ | ---------------- | ---------------------- |
| 1  | High Peak             | Buxton       | 539,2            | 91 000                 |
| 2  | Derbyshire Dales      | Matlock      | 792,4            | 71 100                 |
| 3  | South Derbyshire      | Swadlincote  | 338,1            | 94 900                 |
| 4  | Erewash               | Ilkeston     | 109,6            | 112 200                |
| 5  | Amber Valley          | Ripley       | 265,4            | 122 500                |
| 6  | North East Derbyshire | Chesterfield | 275,6            | 99 100                 |
| 7  | Chesterfield          | Chesterfield | 66,0             | 103 800                |
| 8  | Bolsover              | Bolsover     | 160,3            | 76 000                 |
| 9  | Cité de Derby (A.U.)  | Derby        | 78,0             | 248 700                |

## Économie
La chocolaterie Thorntons s'est installée à Alfreton dans le Derbyshire dans les années 1980.

## Politique
Le Derbyshire comprend onze circonscriptions électorales :
| Nom | Nom                   | Nombre d'électeurs (2010) | Député                                  |
| --- | --------------------- | ------------------------- | --------------------------------------- |
|     | Amber Valley          | 66 406                    | Nigel Mills (Parti conservateur)        |
|     | Bolsover              | 70 448                    | Dennis Skinner (Parti travailliste)     |
|     | Chesterfield          | 71 299                    | Toby Perkins (Parti travailliste)       |
|     | Derby North           | 71 311                    | Amanda Solloway (Parti conservateur)    |
|     | Derby South           | 69 584                    | Margaret Beckett (Parti travailliste)   |
|     | Derbyshire Dales      | 62 511                    | Patrick McLoughlin (Parti conservateur) |
|     | Erewash               | 68 934                    | Maggie Throup (Parti conservateur)      |
|     | High Peak             | 68 061                    | Andrew Bingham (Parti conservateur)     |
|     | Mid Derbyshire        | 64 939                    | Pauline Latham (Parti conservateur)     |
|     | North East Derbyshire | 71 580                    | Natascha Engel (Parti travailliste)     |
|     | South Derbyshire      | 62 130                    | Heather Wheeler (Parti conservateur)    |